# Donovan Patton
Donovan Patton (Guam, 1 de marzo de 1978) es un actor estadounidense conocido por su papel de Joe en la serie infantil Las pistas de Blue, ya que entró en 2002, reemplazando a Steve Burns. 

## Trabajos
Ha participado también como Joe en el spin-off de las pistas de blue llamado El cuarto de Blue. En la actualidad, es la voz del Motor de búsqueda en la serie de Nick jr equipo Umizoomi. Él también ha aparecido en tres episodios de la ABC telenovela One Life to Live.